# Idę do słońca
Idę do słońca – polski film dokumentalny z 1955 roku w reżyserii Andrzeja Wajdy, będący reportażem z pracowni Xawerego Dunikowskiego, a jednocześnie  subiektywną formą impresji filmowej.

## Obsada
- Xawery Dunikowski
- Aleksander Bardini (narrator)